# Piezochaerus bondari
Piezochaerus bondari är en skalbaggsart som beskrevs av Julius Melzer 1932. Piezochaerus bondari ingår i släktet Piezochaerus och familjen långhorningar. Inga underarter finns listade i Catalogue of Life.